# Grigoreni, Bacău
Grigoreni este un sat în comuna Scorțeni din județul Bacău, Moldova, România.